# Azul Majorelle
El azul Majorelle es un color azul purpúreo vivo, de saturación intensa. Este color ganó notoriedad cuando, en 1937, el artista francés Jacques Majorelle lo utilizó para pintar su villa de Marrakech.

## Historia

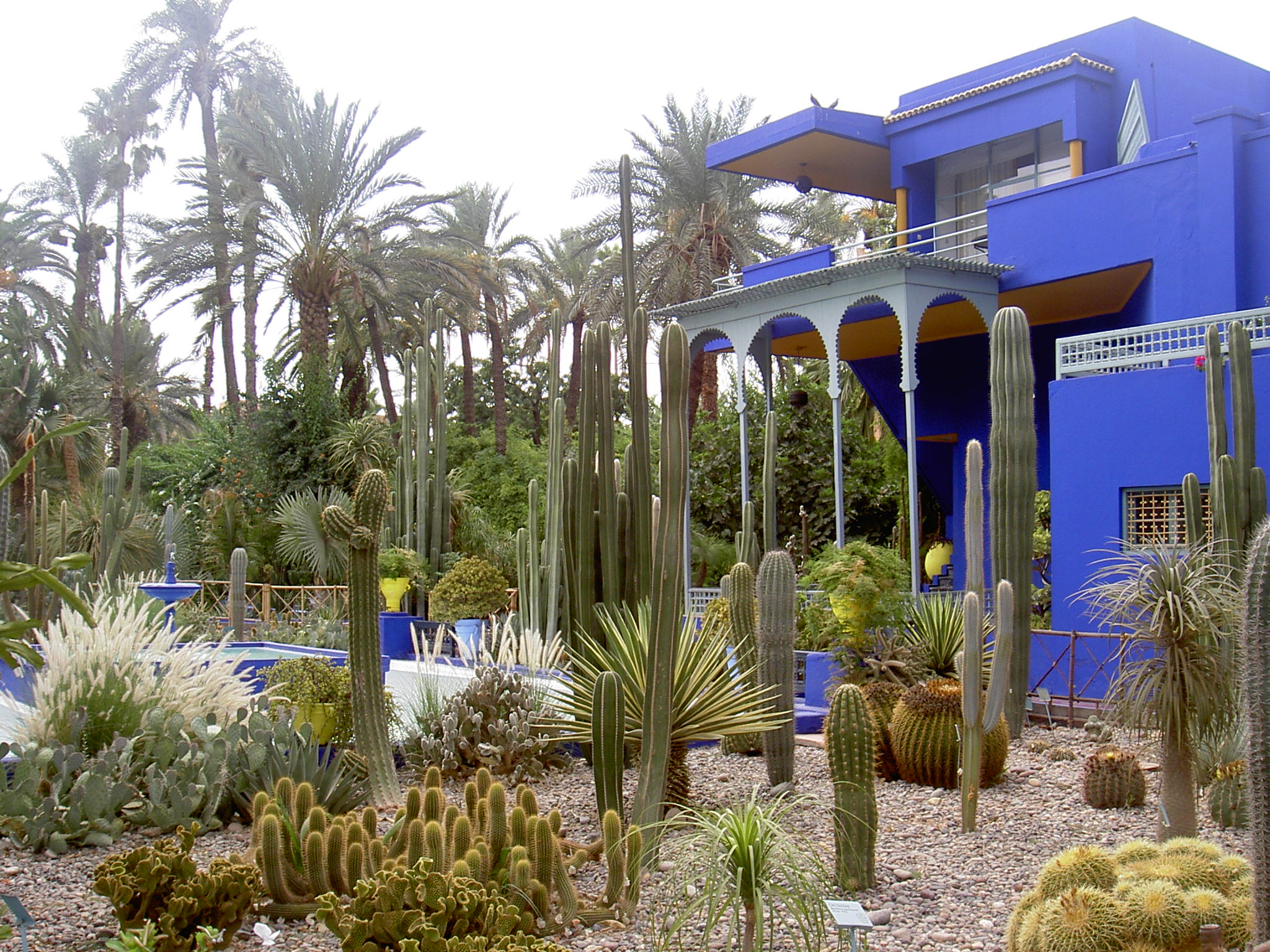
El taller de Jacques Majorelle en Marrakech

La historia de la villa Majorelle y del color azul asociado a ella comienza cuando Jacques Majorelle (1886–1962) —hijo del ebanista Louis Majorelle, fundador de la École de Nancy—, se instala en Marrakech, Marruecos, en 1923. Allí adquiere un terreno de cerca de una hectárea y media que luego amplía a cerca de cuatro hectáreas; construye inicialmente en esa propiedad una casa de estilo morisco sobrio y otro edificio de estilo bereber para alojar talleres, con una torre de adobe. En 1931 recurre al arquitecto Paul Sinoir para construir, cerca de su primera casa, una villa en estilo art déco con influencia modernista, agregándole balcones y una pérgola de inspiración árabe en 1933. Alrededor de esta vivienda, Majorelle fue desarrollando, a lo largo de cuarenta años, un jardín de cactus, palmeras, bambúes y otras plantas traídas de todos los rincones del mundo.
Recién en 1937 Majorelle crea el color azul que lleva su nombre, con el que pinta en primer lugar las paredes de su estudio, extendiéndolo luego al exterior de su vivienda, a los muros del jardín y a otros objetos de la propiedad.

## Usos
Es un color asociado al mundo del arte y de la moda. 